# Duro (terrängbil)

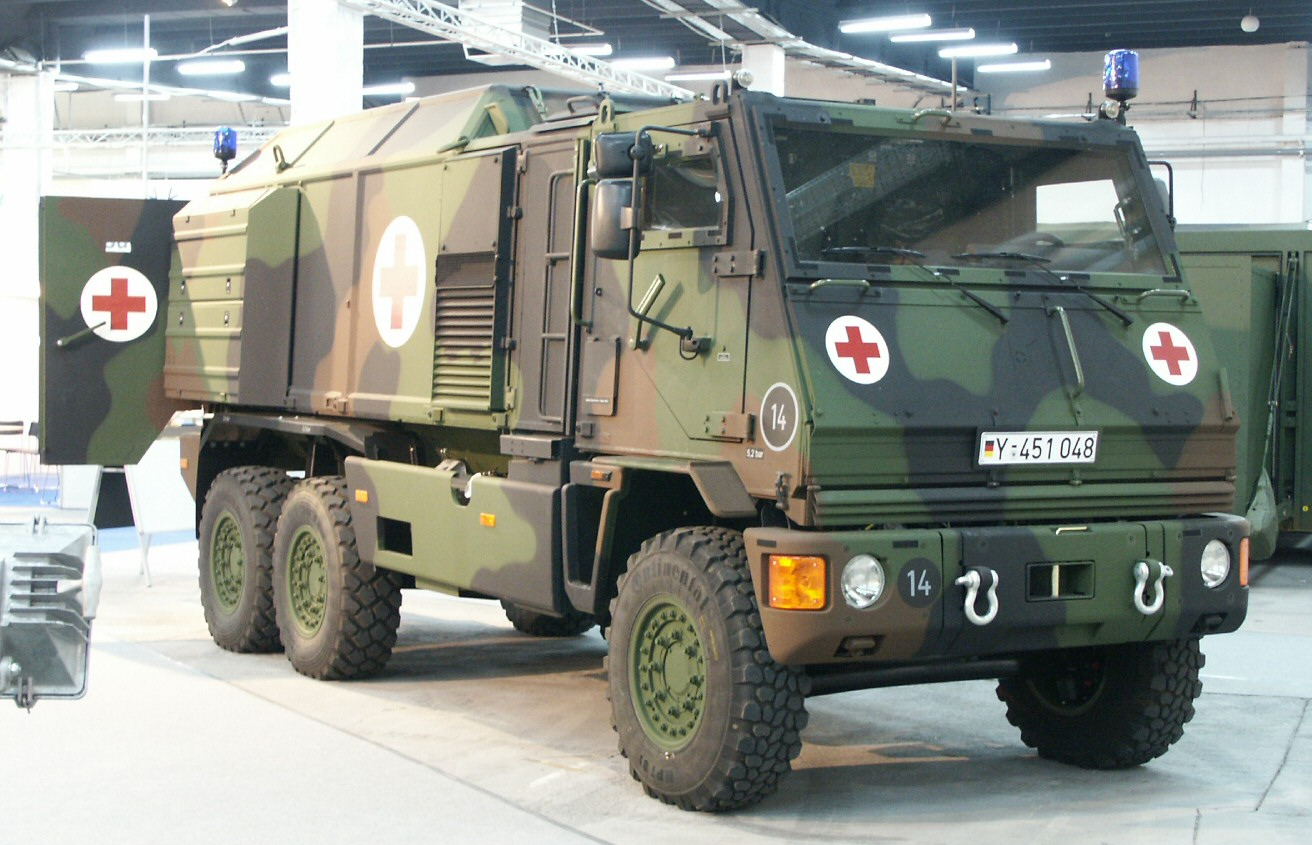
En DURO III tillhörande den tyska armén.

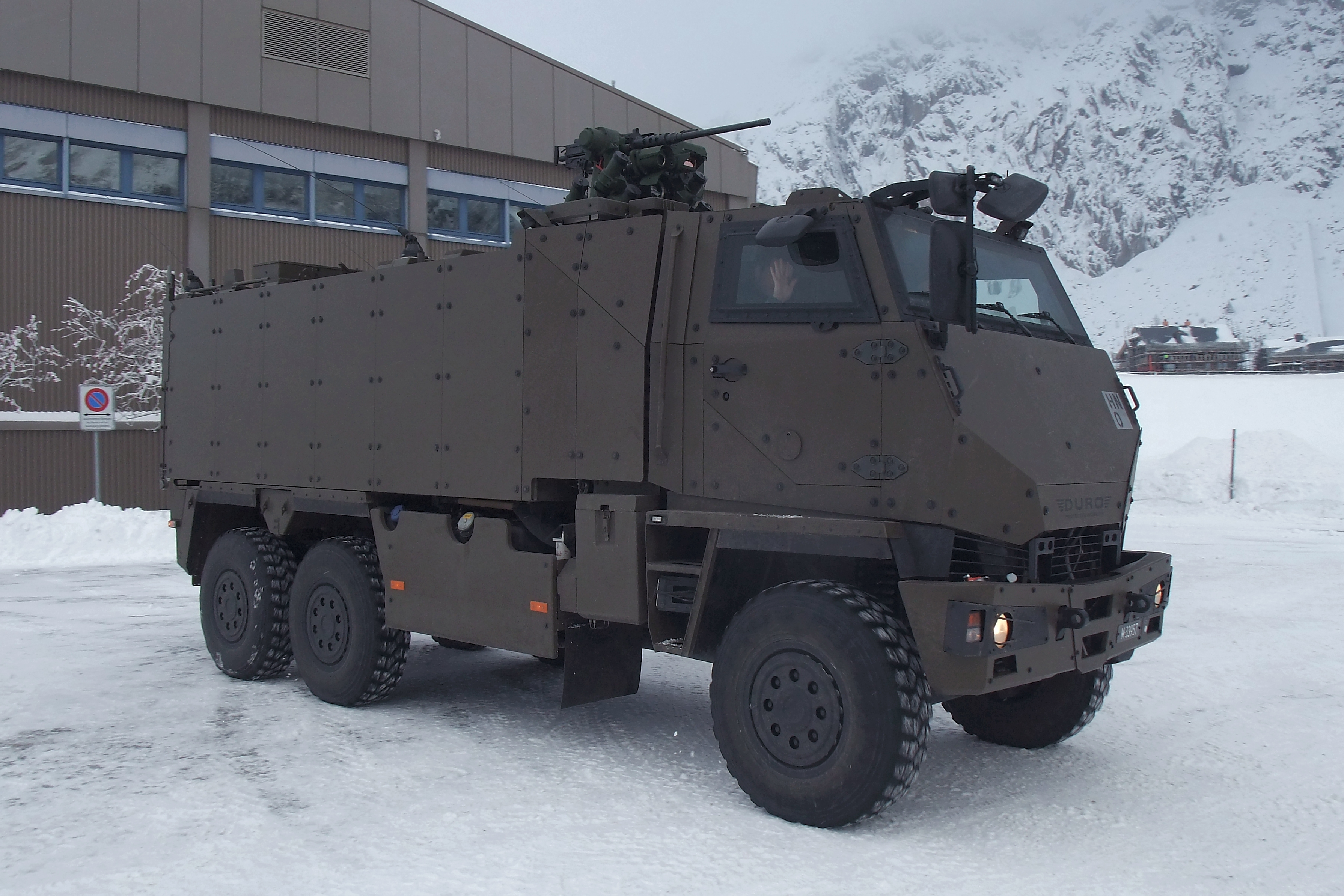
DURO IIIP / Duro GMTF Swiss Army.

Duro är en militär terrängbil tillverkas av MOWAG (ursprungligen Bucher-Guyer AG) i Schweiz.
Axlarna är av De Dion typ med wattlänk, semiindividuell hjulupphängning, Torsen-differentialer samt skivbromsar inne vid differentialen istället för i hjulen. Duro har funnits med flera olika motoralternativ genom åren,de har varit sexcylindriga turbodieselmotorer på 3,8 och senare 4,2 liter från italienska VM Motori samt 5,9 och senare 6,7 liter från Cummins. Automatlådan med momentomvandlare kommer från Mercedes och är en fyrstegs automat (DB W4A 028) till VM-Motori, senare femstegs Allison 2000 med Cumminsmotor. Duro 4x4 har en lastkapacitet på 2 ton och 6x6 modellen 3 ton. Markfrigången är 36 cm, backtagningsförmågan uppges till 45 grader och vaddjupet till 80 cm.